# BW Open 2024
Il BW Open 2024 è stato un torneo maschile tennis professionistico. È stata la 2ª edizione del torneo, facente parte della categoria Challenger 125 nell'ambito dell'ATP Challenger Tour 2024, con un montepremi di 148 000 €. Si è giocato dal 23 al 28 gennaio 2024 sui campi in cemento indoor del Centre Sportif de Blocry di Ottignies-Louvain-la-Neuve, in Belgio.

## Partecipanti

### Teste di serie
| Nazionalità | Giocatore         | Ranking* | Testa di serie |
| ----------- | ----------------- | -------- | -------------- |
| Croazia     | Borna Ćorić       | 40       | 1              |
| Francia     | Benjamin Bonzi    | 106      | 2              |
| Serbia      | Hamad Međedović   | 108      | 3              |
| Austria     | Jurij Rodionov    | 111      | 4              |
| Belgio      | David Goffin      | 112      | 5              |
| Francia     | Benoît Paire      | 115      | 6              |
| Ungheria    | Zsombor Piros     | 126      | 7              |
| Stati Uniti | Brandon Nakashima | 127      | 8              |

* Ranking al 15 gennaio 2024.

### Altri partecipanti
I seguenti giocatori hanno ricevuto una wild card per il tabellone principale:
- Raphaël Collignon
- Borna Ćorić
- Kamil Majchrzak

I seguenti giocatori sono entrati in tabellone come alternate:
- Franco Agamenone
- Gauthier Onclin
- Alexander Ritschard

I seguenti giocatori sono passati dalle qualificazioni:
- Denis Yevseyev
- Marius Copil
- Leandro Riedi
- Maks Kaśnikowski
- Adrian Andreev
- Alibek Kachmazov

Il seguente giocatore è entrato in tabellone lucky loser:
- Henri Squire

## Punti e montepremi
| Torneo    | Torneo              | V      | F      | SF    | QF    | 2T    | 1T    | Q | Q2  | Q1  |
| Singolare | Punti               | 125    | 64     | 35    | 16    | 8     | 0     | 5 | 3   | 0   |
| Singolare | Premi in denaro (€) | 19 650 | 11 570 | 6 850 | 3 990 | 2 345 | 1 420 | – | 710 | 355 |
| Doppio    | Punti               | 125    | 64     | 35    | 16    | –     | 0     | – | –   | –   |
| Doppio    | Premi in denaro (€) | 8 420  | 4 900  | 2 940 | 1 750 | –     | 990   | – | –   | –   |

## Campioni

### Singolare
Leandro Riedi ha sconfitto in finale  Borna Ćorić con il punteggio di 7–5, 6–2.

### Doppio
Luke Johnson /  Skander Mansouri hanno sconfitto in finale  Sander Arends /  Sem Verbeek con il punteggio di 7–5, 6–3.